# 부란 계획

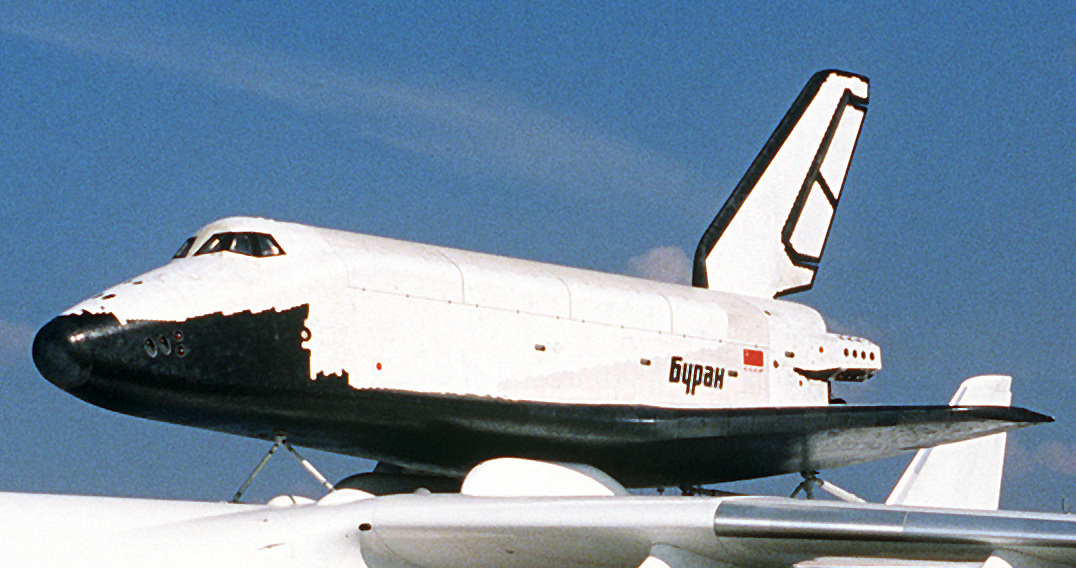
부란(Buran), 1989년.

부란(러시아어: Буран, IPA: [bʊˈran], Snowstorm or Blizzard)은 소련에서 진행되었던 우주왕복선 제작 프로젝트이다. 1974년에 프로젝트가 시작되어 'TsAGI'에서 공식적으로 1993년에 중단되었다.

## 배경
1950년 후반, 소련은 대우주시대의 시작을 알리기 위한 새로운 생각인 우주왕복선제작을 생각하게 된다.

## 개발
부란의 개발은 미국의 개발에 대항하여 시작된 프로젝트로 1970년대 초에 시작되었다. 소련은 미국의 우주 왕복선으로 인한 군사적 위협에 대해 우려했고 서둘러 미국에 비해 궤도 및 기타 대부분의 성능이 좋은 우주왕복선을 개발하게 된다.

## 중단
부란프로젝트는 프로젝트개발을 위한 자금 부족과 소련의 정치 상황으로 인해 중단되었다.

### 격납고 붕괴
2002년 5월 12일, 부란계획의 중심지인 격납고에서 정비 불량으로 인해 붕괴하여 7명의 노동자가 사망하게 된다.

## NASA 우주 왕복선의 비교
부란의 제작 뒤에는 컬럼비아 우주왕복선이 있기 때문에 두개의 우주왕복선은 매우 유사해보인다. 이유는 냉전시대 소련의 스파이활동으로 유출된 기술이 부란의 개발에 큰 영향을 미치는 요인이었기 때문이다.

### NASA 우주 왕복선에서 키 차이

NASA 우주 왕복선과 부란

- 부란과 미국 우주왕복선의 열 보호를 위한 표면재질은 다르게 배치된다. 소련의 기술자들은 개발도중 부란의 디자인이 미국보다 훨씬 열역학적으로 우수한 것이라고 평가했다.[2]
- 부란은 유인 및 로봇 비행 둘 다 할 수 있도록 설계되었다.[3]

## 같이 보기
- 무인 우주선